# Museu da Cerveja e Oktoberfest

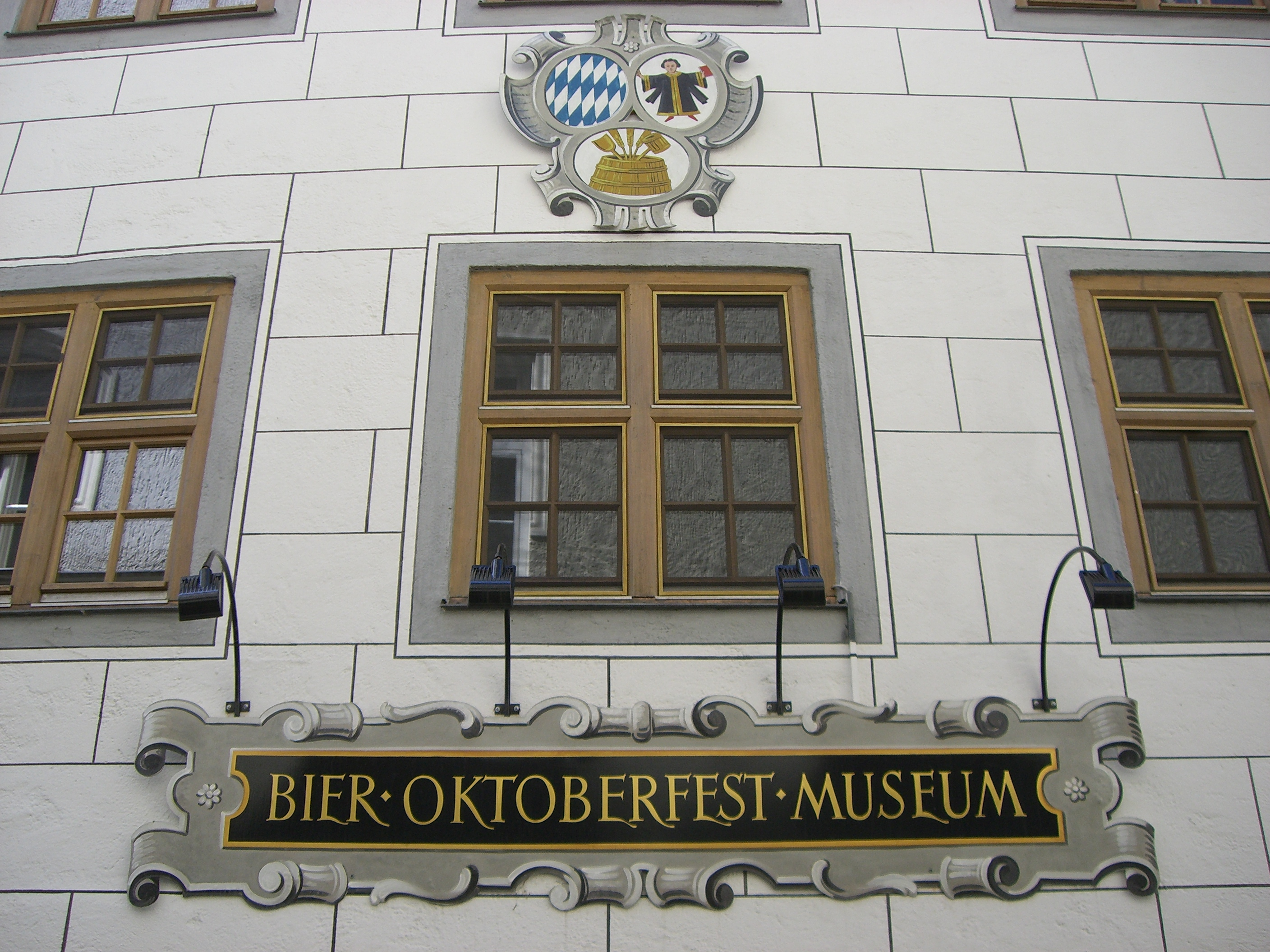
Placa identificatória

O Museu da Cerveja e Oktoberfest (em alemão:  Bier- und Oktoberfestmuseum) em Munique é um museu dedicado à história da cerveja e da Oktoberfest de Munique.
Foi aberto em 7 de setembro de 2005, sediado em uma antiga residência no centro da cidade, construída em 1327. No pavimento térreo é mostrada a história da cerveja. No pavimento superior a história é relacionada à Oktoberfest.
No térreo há também um bar, especializado em cerveja.

## Endereço
Sterneckerstr. 2

80331 Munique